# Rinon
Rinon is een bestuurslaag in het regentschap Aceh Besar van de provincie Atjeh, Indonesië. Rinon telt 193 inwoners (volkstelling 2010).